# Bine Prepelič
Bine Prepelič (Maribor, 5 agosto 2001) è un cestista sloveno.

## Biografia
È il fratello minore di Klemen, anch'egli cestista.